# L'Aldosa de la Massana
L'Aldosa de la Massana è un villaggio di Andorra, nella parrocchia di La Massana con 742 abitanti (dato 2010).
Nota fino al 2010 come Aldosa, ha modificato il nome in quello attuale per distinguerla da L'Aldosa de Canillo.